# Krzysztof Niklas
Krzysztof Niklas (ur. 28 stycznia 1997, zm. 20 maja 2021) – polski zapaśnik walczący w stylu klasycznym, mistrz świata kadetów i medalista seniorskich mistrzostw Polski.

## Kariera
Zapasy trenował od 2004 roku w klubie GKS Cartusia Kartuzy. Jako kadet startował w wadze do 69 kg, zajmując m.in. 11. miejsce na mistrzostwach Europy w 2013 i 2014 roku, oraz 8. pozycję na mistrzostwach świata w 2013 roku. Najlepszy wynik osiągnął podczas światowego czempionatu w 2014 roku – został wówczas mistrzem świata, pokonując w finale Chorwata Antonio Kamenjaševicia. Jest to pierwszy złoty medal mistrzostw świata wywalczony przez zawodnika sekcji zapaśniczej Cartusii Kartuzy.
W wadze do 75 kg zajął 3. miejsce wśród seniorów w Memoriale Kristjana Palusalu w 2015 roku. W 2017 roku został mistrzem Polski juniorów do 74 kg, zaś w 2018 roku zwyciężył w młodzieżowych mistrzostwach Polski w kategorii do 77 kg. W tym samym roku został wicemistrzem Polski seniorów w wadze do 82 kg, przegrywając w finale z Edgarem Babayanem. Jako junior zajął 7. miejsce na mistrzostwach Europy i 20. pozycję na mistrzostwach świata w 2017 roku. Był 27. zawodnikiem mistrzostw świata młodzieżowców w 2018 roku. Ostatnie starty w karierze zanotował w 2019 roku – był wówczas m.in. 5. zawodnikiem seniorskich mistrzostw kraju w wadze do 77 kg.